# 澳洲航空72號班機事故
澳航72号班机是一班為新加坡樟宜國際機場飛往澳洲柏斯的定期航班，2008年10月7日當天執飛的機型為空中巴士A330-300客機，當天飛至澳大利亚西部空域，無預警地向下俯衝，造成機上含機組人員數十人輕重傷，即使機師關閉自動駕駛系統，機上飛行電腦仍再次使飛機無預警俯衝。隨後飞机绝大部分电脑死机导致飞机失控。機師宣布緊急狀態，並强行迫降至西澳洲的里爾蒙斯機場（Learmonth Airport）。

## 事故原因
ADIRU元件為A330的大氣偵測系統，當ADIRU偵測到機翼的攻角過大時，會傳輸保護機制令電腦修正飛機的角度。但當時ADIRU的程式碼編輯錯誤，導致ADIRU傳輸錯誤的攻角資訊給電腦，電腦在正常的情況下依然啟動保護機制，令升降舵自行改變升降。

## 飛行控制電腦
攻角是一個非常重要的系統參數，因此A330/A340均配有三個ADIRU元件，讓飞行控制電腦可作冗餘檢測。正常情況下，三個攻角讀數應為一致，此時電腦會以AOA1及AOA2的平均值作為參數。如果兩者出現大幅度偏離，電腦會使用舊記錄1.2秒。但如果ADIRU元件間歇性出現錯誤，且兩次錯誤相隔1.2秒以上發生，系統便不能正確地應對錯誤。
1991至92年間，空中巴士在研發A330/A340的時候，各個重要的飛行控制系統均經過同行評審、安全評估和大量的模擬及測試，但未有發現此設計問題。這種故障以往從沒發生過，ADIRU元件生產商也沒有提出潛在的故障可能。
總括而言，飛機生產商在設計飞行控制系统時，未有充分考慮ADIRU元件故障時的影響。

## 澳洲航空68號班機事故
2006年9月12日，涉及72号班机的同架飞机（VH-QPA）执行由香港飛往伯斯的澳洲航空68號班機，在距離利爾蒙斯980公里ADR1及ECAM出現眾多錯誤訊息，事後確定也是ADIRU故障。

## 澳洲航空38號班機事故
2008年12月27日，同樣為空中巴士A330（VH-QPG）的澳洲航空38號班機由伯斯飛往新加坡的去程班次，在距離伯斯西北260海里（480公里）也發生同樣1號ADIRU故障的情況。有鑑於駕駛員知曉同先前公司72號班機ADIRU的故障情況，因此關閉電腦而沒造成該班機俯衝。

## 影視作品

### 空難紀錄片
- 【空中浩劫18: 澳洲航空72號班機】
- 探索頻道空難事件簿；機師失誤[2]